# 3415 Danby
3415 Danby је астероид са пречником од приближно 32,33 .
Афел астероида је на удаљености од 4,958 астрономских јединица (АЈ) од Сунца, а перихел на 2,974 АЈ.
Ексцентрицитет орбите износи 0,250, инклинација (нагиб) орбите у односу на раван еклиптике 1,363 степени, а орбитални период износи 2885,576 дана (7,900 година).
Апсолутна магнитуда астероида је 10,80 а геометријски албедо 0,080.
Астероид је откривен 22. септембра 1928. године.